# 屠氏 (诸暨人)
屠氏，南朝齐女性人物，诸暨东洿里人。
她的父亲失明，母亲有痼疾，亲戚抛弃他们，乡里不容他们君主。屠氏把父母转移到很远的苎罗，白天采樵，夜里纺织，以供养父母。父母都去世了，亲自主持殡葬，负土成坟。忽听到空中有声说：“你纯厚性情可贵，山神想要驱使你，你可以替人疗病，必得大富贵。”屠氏以为是妖魅，不敢听从。于是得了病很久。邻居有人中了蛤蟆毒，屠氏试着治疗，自觉觉得病就好了，于是以巫道为他人疗病，没有不治愈的。家产天天增多，乡里多有人想要娶她，因为没有兄弟，誓守坟墓不肯嫁，最后被山贼劫杀。县令于琳之上报给郡，太守王敬则没有上奏。